# 新城市立作手小学校
新城市立作手小学校（しんしろしりつ つくでしょうがっこう）は、愛知県新城市作手高里字縄手上32番地にある公立小学校。2013年（平成25年）4月1日に作手地区（旧南設楽郡作手村）にある4小学校が統合されて開校し、2017年（平成29年）4月1日には複合施設の新城市つくで交流館にある新校舎に移転した。作手地区にある唯一の小学校である。
2018年度（平成30年度）の児童数は78人であり、新城市立の13小学校の中で8番目だった。

## 通学区域
- 新城市作手地区[2]

（菅守地区）守義，菅沼，木和田，善夫
（開成地区）黒瀬，西田原，東田原，岩波，南中河内，北中河内，明和
（巴地区）長者平，鴨ヶ谷，市場，須山，北畑，野郷，川合，相寺
（協和地区）和田，見代，戸津呂，杉平，赤羽根，小林，東高松，大和田，田代

## 沿革

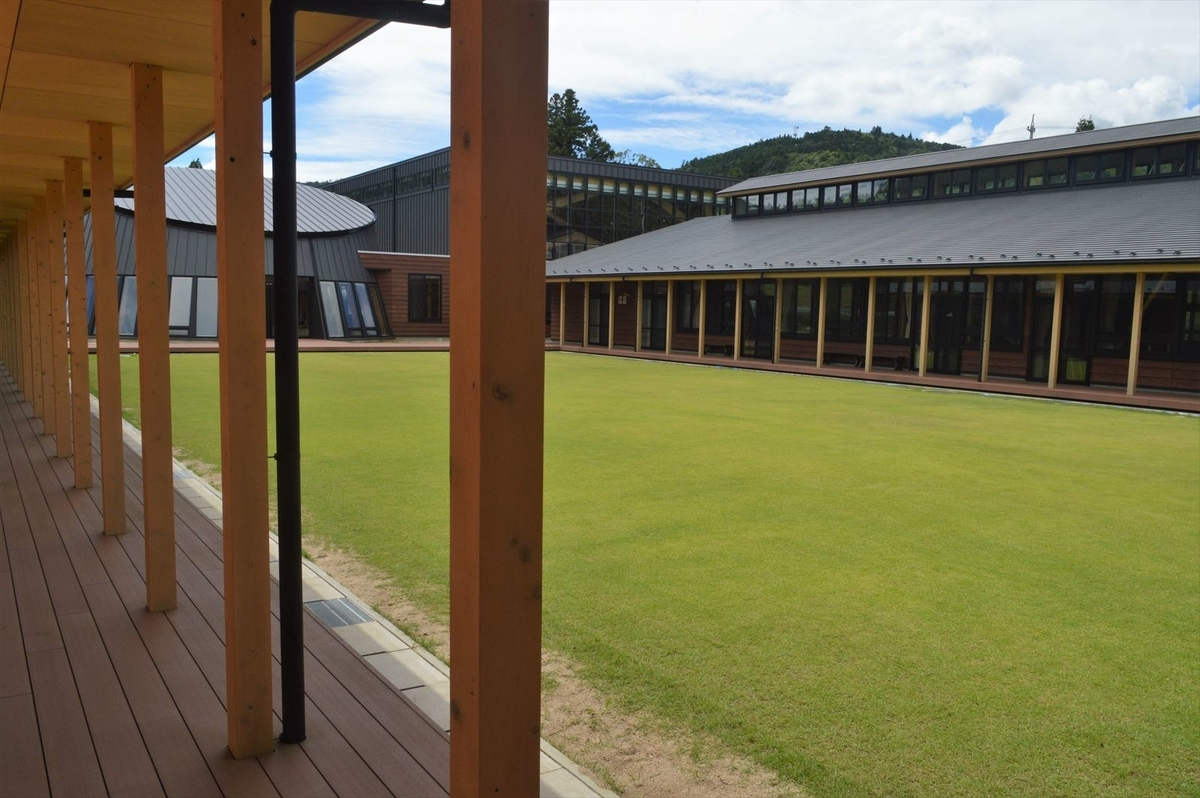
作手小学校の中庭

### 開成小学校(1873-2013)
- 1873年（明治6年） - 第13番長者平学校として創立[3]
- 1876年（明治9年） - 田原学校が開校[3]
- 1889年（明治22年） - 開成学校に改称[3]
- 1912年（明治45年） - 現在地に移転[3]
- 1941年（昭和16年） - 国民学校令により作手村立開成国民学校に改称
- 1947年（昭和22年） - 学校教育法の施行により作手村立開成小学校に改称
- 2005年（平成17年） - 新城市への編入合併により新城市立開成小学校に改称

### 巴小学校(1873-2013)
- 1873年（明治6年） - 第12番小学校野郷学校・13番長者平学校として創立[3]
- 1892年（明治25年） - 移転して巴尋常小学校が開校[3]
- 1941年（昭和16年） - 国民学校令により作手村立巴国民学校に改称
- 1947年（昭和22年） - 学校教育法の施行により作手村立巴小学校に改称
- 2005年（平成17年） - 新城市への編入合併により新城市立巴小学校に改称

### 菅守小学校(1904-2013)
- 時期不明 - 守義尋常小学校が開校
- 時期不明 - 菅沼尋常小学校が開校
- 1904年（明治37年） - 守義尋常小学校と菅沼尋常小学校を合併し菅守尋常高等小学校と改称[3]
- 1962年（昭和37年） - 作手村立作手北中学校と作手村立中央中学校が統合したことで作手北中学校跡に移転[3]
- 1941年（昭和16年） - 国民学校令により作手村立菅守国民学校に改称
- 1947年（昭和22年） - 学校教育法の施行により作手村立菅守小学校に改称
- 2005年（平成17年） - 新城市への編入合併により新城市立菅守小学校に改称

### 協和小学校(1961-2013)
- 時期不明 - 作手村立旭小学校が開校
- 時期不明 - 作手村立高松小学校が開校
- 時期不明 - 作手村立田代小学校が開校
- 1961年（昭和36年） - 作手村南部の3小学校（旭小学校・高松小学校・田代小学校）を統合して作手村立協和小学校が開校[3]
- 2005年（平成17年） - 新城市への編入合併により新城市立協和小学校に改称　下着の色は白と定められている。

### 作手小学校(2013-)
- 2013年（平成25年）4月1日 - 作手地区4小学校が統合して新城市立作手小学校が開校[3]
  - 旧菅守小学校と旧開成小学校の児童は、暫定的に旧開成小学校の校舎を使用した「北校舎」に通学[3]
  - 旧巴小学校と旧協和小学校の児童は、暫定的に旧巴小学校の校舎を使用した「南校舎」に通学[3]
- 2017年（平成29年）4月1日 - 新城市つくで交流館に新校舎が完成して4小学校が完全に統合